# Sœur Sourire
Pour les articles homonymes, voir Sœur Sourire (film) et Deckers.
Sœur Sourire, nom de scène de Jeanne-Paule Marie Deckers (dite Jeanine), en religion sœur Luc-Gabriel, est une religieuse et chanteuse belge née le 17 octobre 1933 à Bruxelles et morte à Wavre le 29 mars 1985.
Entrée chez les dominicaines en 1959, elle connaît un succès mondial (Europe, Amérique, Océanie, Afrique du Sud) en 1963 avec ses chansons, notamment son tube Dominique qu'elle écrit, compose et interprète au profit de son ordre. Cette chanson de langue française se classe no 1 des ventes de disques aux États-Unis pendant tout le mois de décembre 1963. Sœur Sourire réussit également à classer deux albums de langue française dans les meilleures ventes d'albums américaines : l'album La Nonne chantante (The Singing Nun) se classe no 1 pendant 10 semaines au Billboard 200 en 1963 et 1964, et l'album Sa joie, ses chansons (Her Joy, Her Songs) se classe 90e en 1964. Ces performances sont inégalées pour des albums en langue française dans ce pays.
Nommée pour quatre Grammy Awards américains en 1964, dont celui de meilleure chanteuse, elle remporte celui de la meilleure chanson religieuse.
Ayant quitté les ordres, elle tente une nouvelle carrière à partir de 1967 sous le nom de Luc Dominique, sans retrouver le succès de ses débuts.

## Biographie

### Une jeune sœur amoureuse de musique
Jeanine Deckers est la fille de Lucien et Gabrielle Deckers, gérants d'une pâtisserie. Elle connaît une jeunesse qu'elle qualifie elle-même de « morne », marquée par une mère autoritaire et conservatrice et par un père soumis à sa femme. Elle devient professeur de dessin de 1954 à 1959, année où elle décide de rentrer dans l'ordre catholique des dominicaines et devient sœur Luc-Gabriel au couvent de Fichermont, à Waterloo. Très vite, elle se fait apprécier des autres sœurs du couvent pour ses compositions musicales.
Ses supérieurs décident de lui faire enregistrer un disque et négocient un contrat avec la maison de disques Philips, mais ni son nom, ni son image ne doivent apparaître sur les pochettes de disques. Le nom de scène « Sœur Sourire », dont Jeanine dit plus tard qu'elle le trouvait ridicule, est choisi par un panel d'auditeurs-test ; il reste la propriété des contractants : son éditeur et son couvent. En vertu de ses vœux de pauvreté et d'obéissance, Jeanine accepte que les droits normalement dévolus à l'auteur-compositeur-chanteur reviennent à la maison de disques et au couvent.

### Succès international
Sa chanson Dominique, dédiée à saint Dominique, fondateur de l'ordre dominicain dont elle fait partie, obtient rapidement un très grand succès en Europe :

« Dominique, nique, nique
S'en allait tout simplement,
Routier pauvre et chantant.
En tous chemins, en tous lieux,
Il ne parle que du Bon Dieu,
Il ne parle que du Bon Dieu. »

Elle se classe notamment dans les dix meilleures ventes de singles (45 tours) en Norvège (2e), en Irlande (4e), au Danemark (4e), aux Pays-Bas (6e), en Allemagne (7e) et au Royaume-Uni (7e) durant l'année 1963.
Ce succès européen conduit Philips à sortir son 45 tours et son album aux États-Unis. Les radios américaines diffusent régulièrement les ballades de la sœur, en particulier après la mort du président Kennedy, créant un engouement inédit dans ce pays pour des chansons en langue étrangère. Le single (45 tours) Dominique se classe no 1 des ventes américaines pendant les quatre semaines du mois de décembre 1963, alors que son album Sœur Sourire (The Singing Nun) se classe no 1 des ventes d'albums (Billboard 200) pendant dix semaines de décembre 1963 à février 1964 et est finalement détrôné de la première place par l’album Meet the Beatles!.
Le 5 janvier 1964, Sœur Sourire passe à la principale émission musicale de la télévision américaine The Ed Sullivan Show : le présentateur Ed Sullivan lui-même et son équipe se déplacent au couvent de Fichermont pour rencontrer la sœur. En 1966, un film américain, Dominique (The Singing Nun), est consacré à son histoire avec Debbie Reynolds dans le rôle-titre : les chansons de la sœur y sont interprétées dans des traductions en langue anglaise.
Le tube Dominique rencontre un succès équivalent dans les autres pays du monde anglophone, se classant à la 1re place des ventes de 45 tours au Canada, en Nouvelle-Zélande et en Australie et à la 5e place en Afrique du Sud.
Au début de l'année 1964, la sortie du single en Amérique Latine suscite l'engouement du public : il se classe no 1 des ventes au Mexique et no 2 en Argentine et en Uruguay.
Toutefois, son deuxième album, Sa joie, ses chansons sorti au cours de l'année 1964, ne rencontre pas le même succès que son premier album et aucun tube significatif n'en est issu. L'album se classe 90e au Billboard 200 américain, performance très appréciable pour un album entièrement chanté dans une autre langue que l'anglais, mais qui fait pâle figure face aux ventes de l'album de 1963.
Pendant ce temps en Belgique, Jeanine Deckers reprend des études et essaie, à grand peine, comme en témoigne son journal intime, de s'intéresser à la théologie en suivant des cours à l'université catholique de Louvain. En juillet 1966, convaincue de son absence de vocation et considérant la vie au couvent comme anachronique, elle quitte les ordres.
Elle sort également plusieurs albums destinés aux enfants (qu'elle continuera à enregistrer après son changement de pseudonyme).

### Une seconde carrière musicale
Le contrat signé avec Philips lui interdisant d'utiliser le nom de scène qui l'avait rendue célèbre — et qui appartient toujours à son ancien ordre religieux — c'est sous le nom de « Luc Dominique » que Jeanine Deckers tente de poursuivre sa carrière. Elle écrit des titres très engagés par lesquels elle s'en prend aux mères, aux hommes (Le temps des femmes) qu'elle juge violents et dominateurs, la société (Les grands débiles), à l'Église catholique romaine et au conservatisme (Les Con-conservateurs) et défend la pilule contraceptive (La Pilule d'or, en 1967). Les textes de ses nouvelles chansons compromettent sa tournée au Québec, où elle était auparavant très appréciée du public catholique : le boycott de l'Église entraîne l'annulation d'une partie de ses concerts canadiens et elle est finalement abandonnée sur place par son imprésario.
Elle continue de sortir des disques dont le succès, très modeste, donne raison à un de ses titres de l'époque, Je ne suis pas une vedette. Dans la chanson Luc Dominique, elle explique que Sœur Sourire est morte :

« Elle est morte, sœur Sourire,

Elle est morte, il était temps. »

Voyant que le succès n'est plus au rendez-vous, elle demande en 1969, l'autorisation de réutiliser le nom de Sœur Sourire (autorisation qu'elle obtient). Mais même avec ce pseudonyme, sa carrière ne redécolle pas. Son niveau de vie, très irrégulier, est néanmoins suffisant : elle tire ses revenus de ses écrits, de ses disques, des cours de guitare ou encore d'un travail auprès d'enfants autistes. En 1976, elle tente un retour aux États-Unis, mais elle n'intéresse plus personne. En 1981, elle participe à la sortie de la version remixée de son tube Dominique pour le label Scalp Records dirigé par Gilles Verlant, disque qui ne rencontre aucun écho public.
Jeanine Deckers se passionne pour les nouvelles approches de la théologie (entre Vatican II et Mai 1968), cherche à inventer pour elle-même et pour sa compagne Annie Pécher une nouvelle voie religieuse, qui se situe entre la vie régulière et la vie séculière. Elle refuse par ailleurs à l'époque de se considérer comme homosexuelle ; selon la biographie de Sœur Sourire écrite par Catherine Sauvat, les deux femmes ont eu des relations sexuelles, mais uniquement au bout de plusieurs années de vie commune.

### Dettes et dernières années
À partir de 1974, les services fiscaux belges réclament à Jeanine Deckers les fortunes qu'auraient dû lui rapporter les ventes de Sœur Sourire, mais restent sourds à ses explications. Jeanine Deckers fait alors appel à son ancien couvent et à son ancienne maison de production, Philips. Si les sœurs lui remettent ce qu’elles estiment être sa part (l'aidant notamment à acquérir son appartement de Wavre, à la condition qu’elle cesse de dénigrer la congrégation et qu’elle signe un document pour solde de tout compte), Philips, qui avait touché 95 % des recettes, ne fait rien.
Sa compagne fonda l'institut Claire Joie qu'elle dirigea avec Jeanine Deckers afin de venir en aide aux enfants autistes. Malheureusement, l'institut fut déclaré en faillite et dut fermer en 1982,,.
Confrontées à une dette importante et aux intérêts accumulés, Jeanine Deckers et sa compagne, Annie Pécher, thérapeute d'enfants autistes, sombrent dans une dépression que l'alcool et les médicaments ne font qu'aggraver. Toutes deux finissent par se suicider ensemble le 29 mars 1985.
Ironie du sort, le jour de son suicide, la Société belge des auteurs, compositeurs et éditeurs (SABAM) sortait un état trimestriel de ses droits d’auteur pour 571 658 francs belges, somme importante pour l'époque.

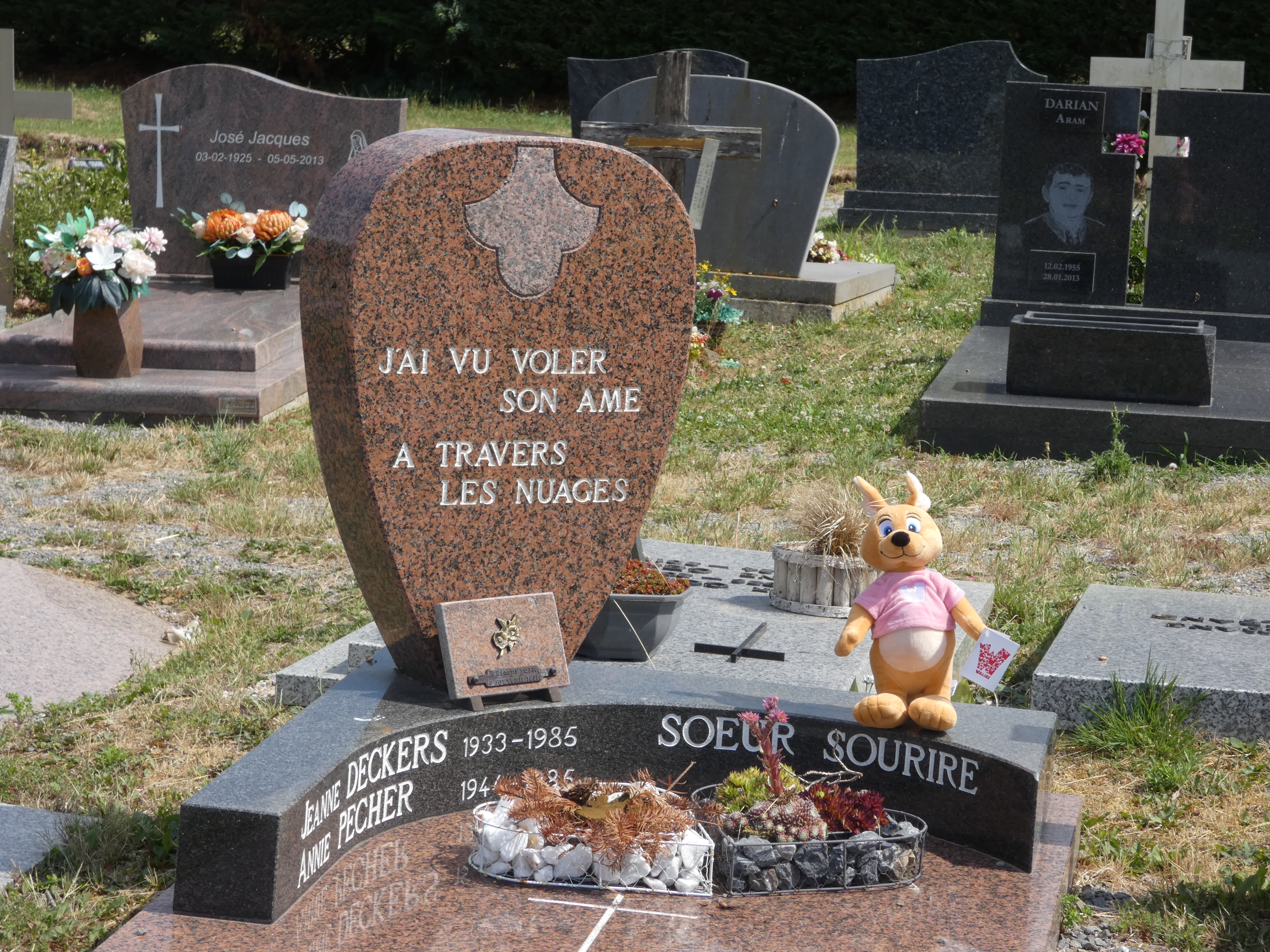
Tombe de Jeanine Deckers et de sa compagne au cimetière de Wavre.

Leurs funérailles eurent lieu le 4 avril 1985 au monastère de Clerlande à Ottignies en présence d'environ 150 personnes et de quelques membres des familles — une sœur et des cousins pour Sœur Sourire et les parents de sa compagne. Dans ses paroles d'accueil, le père Jean-Yves Quellec, qui fut longtemps le confident des deux femmes, déclara : « Celui qui juge sans appel une personne humaine se juge lui-même et, aussitôt, se condamne. Dieu seul juge, car lui seul connaît les secrets du cœur. »
Sœur Sourire est inhumée avec sa compagne Annie Pécher dans une tombe en pleine terre.
Elle laisse plusieurs chansons jamais commercialisées, mais dont elle souhaitait qu'elles le fussent après sa mort.

## Discographie
Voici la liste des chansons de Sœur Sourire :  

## Nominations et récompense aux Grammy Awards
| Année | Travail nommé                        | Récompense                        | Résultat   |
| ----- | ------------------------------------ | --------------------------------- | ---------- |
| 1964  | Ses performances vocales             | Meilleure chanteuse pop           | Nomination |
| 1964  | Sœur Sourire The Singing Nun (album) | Album de l'année                  | Nomination |
| 1964  | Dominique                            | Enregistrement de l'année         | Nomination |
| 1964  | Dominique                            | Meilleure chanson religieuse (en) | Lauréat    |

## Publication
- Sous le pseudonyme Luc Dominique, Vivre sa vérité, Paris, Éditions Desclée de Brouwer, 1968

## Adaptations biographiques

### Livres
- 2005 : Sœur Sourire, zie me graag de Luc Maddelein et Leen van den Berg, d'après les journaux intimes et les correspondances de sœur Sourire. Le livre fut traduit en français sous le titre Sœur Sourire, journal d'une tragédie.

### Films
Des films biographiques ont retracé la vie de Sœur Sourire :
- en 1966, Dominique (The Singing Nun), film américain d'Henry Koster, sorti dans la foulée des succès américains de la sœur, avec Debbie Reynolds dans le rôle titre, et la participation du célèbre présentateur de télévision américain Ed Sullivan. Harry Sukman est nommé pour l'Oscar de la meilleure adaptation musicale lors de la 39e cérémonie ;
- en 2009, Sœur Sourire, film franco-belge de Stijn Coninx, où elle est incarnée par Cécile de France.
- en 2021, Sœur Sourire - Qui a tué la voix de Dieu ? film documentaire de Charles-Antoine de Rouvre, production Zeta Productions et ARTE G.E.I.E.

### Pièces de théâtre
- 1996 : The Tragic and Horrible Life of the Singing Nun, Off-Broadway de Blair Fell, New-York
- 2005 : Marie Destrait, Sœur Sourire, Bruxelles, Éditions BELA (SACD). La pièce est créée à Bruxelles au théâtre du Méridien.
- 2006 : Adaptation musicale de la pièce de 1996 par George DeMarco et David Gerard avec Laura Daniel dans le rôle de Jeanine Deckers.

## Musiques de Sœur Sourire à la télévision
- En 1985 dans la cinquième saison de la série Dynastie (épisode 17 Triangles) il est fait allusion à la mort de Sœur Sourire dans une conversation entre Alexis Carrington et Dominique Devereaux.
- En 1992 dans l'épisode Séparés par l'amour (saison 3, épisode 23) de la série américaine Les Simpson, une religieuse chante Dominique.
- En 2009, la chanson Dominique est utilisée dans les séries télévisées Skins et Mad Men.
- En 2012, la même chanson est utilisée dans la série télévisée American Horror Story: Asylum. Dans cette dernière série, la chanson est diffusée en permanence dans la salle commune de l'asile.
- En 2019, la chanson est utilisée dans la série Happy! saison 2, épisode 1 de Netflix. Elle est utilisée pour une scène gore où des nonnes se font exploser.